# Gesetz zur Beschleunigung von Planungsverfahren für Infrastrukturvorhaben
Das Gesetz zur Beschleunigung von Planungsverfahren für Infrastrukturvorhaben ist ein deutsches Artikelgesetz zur Vereinfachung der Planungsverfahren von großen Verkehrsinfrastruktur-Projekten.
Mit seinem Inkrafttreten endete auch die Geltungsdauer des nur für die Neuen Bundesländer gültigen „Verkehrswegeplanungsbeschleunigungsgesetzes“ vom 16. Dezember 1991 (BGBl. I S. 2174).

## Regelungen
Der Gesetzgeber erhofft sich unter anderem durch folgende Maßnahmen eine Verkürzung der Planungsverfahren von mehr als zwei Jahren:
- Das Bundesverwaltungsgericht wird in erster und letzter Instanz zuständig für eine festgelegte Liste von Verkehrsinfrastruktur-Großprojekten.
- Naturschutzverbände werden Privatpersonen im Planungsverfahren gleichgestellt. Bisherige Sonderfristen sowie Informationspflichten der Planungsbehörde entfallen.
- Erweiterte Pflicht für Grundstückseigentümer, Vorarbeiten zu dulden.
- Einheitliche Geltungsdauer von Planfeststellungsbeschlüssen von zehn Jahren (fünf weitere Jahre auf Antrag).

Von der Möglichkeit, auf einen Erörterungstermin im Zuge des Planfeststellungsverfahrens zu verzichten, wurde seit Inkrafttreten des Gesetzes laut Angaben der Bundesregierung bislang in 305 Planungsverfahren für Bundesverkehrswege Gebrauch gemacht (Stand: Oktober 2010).

## Entstehung
Der Gesetzesentwurf wurde im November 2005 von der Bundesregierung eingebracht. Nach einigen Änderungen billigte der Bundestagsausschuss für Verkehr, Bau und Stadtentwicklung den Entwurf nach kontroverser Diskussion am 25. Oktober 2006. Die Vertreter von CDU/CSU und SPD stimmten für den Entwurf, die der FDP, Grünen und der Linken dagegen. Eine Vorlage der FDP fand ebenso keine Mehrheit wie ein Änderungs- und ein Entschließungsantrag der Grünen.
Das Gesetz wurde am 27. Oktober vom Deutschen Bundestag verabschiedet. Am 24. November 2006 stimmte der Bundesrat zu. Es wurde am 16. Dezember 2006 verkündet und trat am folgenden Tag in Kraft.